# Комсомольський міський округ
Комсомо́льський міський округ (рос. Комсомольский городской округ) — міський округ у складі Хабаровського краю Російської Федерації.
Адміністративний центр та єдиний населений пункт — місто Комсомольськ-на-Амурі.

## Населення
Населення — 246607 осіб (2019; 263906 в 2010, 281035 у 2002).